# Programa de viajes de trabajo de verano (Work and Travel)
El Programa de Viajes de Trabajo de Verano, en inglés Summer Work Travel Program, (conocido coloquialmente como Work and Travel) es un programa fundado y mantenido por el Departamento de Estado de los Estados Unidos de América, que determina el número de estudiantes que tienen derecho a participar cada año. El programa trabaja con compañías privadas que registran a estudiantes al programa y ayudan a proveer información y conseguir los documentos necesarios, incluyendo la Visa J-1. Algunas agencias también ayudan a participantes del programa a planificar su viaje a su futuro lugar de trabajo dándoles la posibilidad de comprar pasajes aéreos en tarifas de estudiante.  

## Detalles del programa
El programa permite a estudiantes internacionales que desean familiarizarse con la cultura americana a trabajar y viajar en Estados Unidos durante sus vacaciones académicas. Las posiciones de trabajo, condiciones laborales y salarios son arreglados típicamente antes de que los participantes lleguen a los Estados Unidos. Después de completar el período de trabajo establecido, los participantes podrán viajar dentro del país en acuerdo con los términos de su visa.
El programa es supervisado por el Departamento de Estado de Estados Unidos, el cual regula la operación de este, y establece límites anuales de participación. Un grupo de sponsors aprobados, con sede en Estados Unidos, administran el programa, mientras que agencias internacionales de reclutamiento se encargan de facilitar la selección y preparación de los estudiantes. Empleadores de Estados Unidos proporcionan oportunidades de trabajo temporales, y los participantes pueden quedarse en el país hasta por cuatro meses. 
La administración del programa implica el uso del SEVIS (por las siglas en inglés de Student and Exchange Visitor Information System, o sistema de información de estudiantes y visitantes de intercambio), el cual rastrea las locaciones de trabajo de los participantes, sus condiciones de vivienda, y estado legal. Los datos generales de los participantes deberían estar disponibles públicamente en el sitio web de visas J-1. Las fechas del programa varían para alinearse con los distintos calendarios académicos mundialmente, permitiendo la participación durante vacaciones de verano, o, para estudiantes en el hemisferio sur, durante los meses de invierno de los Estados Unidos.  

## Requisitos
Los estudiantes que participen del programa deben:
- Ser lo suficiente competentes en inglés para interactuar exitosamente con el entorno angloparlante.
- Ser estudiantes de educación superior activamente siguiendo una carrera u otro estudio de tiempo completo en una institución acreditada para la enseñanza fuera de los Estados Unidos.
- Haber completado al menos un semestre o equivalente de sus estudios académicos superiores.
- Contar con un puesto de trabajo establecido previo a la entrada al país americano, a menos que provenga de un país exento de visa [4]

## Aspectos legales
Los estudiantes están sujetos a los requisitos del programa. Las compañías cobran una tarifa nominal para cubrir los costos del SEVIS, el sistema que rastrea a los participantes de la Visa J-1 y hace que sus datos de distribución anónima estén públicamente disponibles en la web de la Visa J-1.
Adicionalmente de los requerimientos del gobierno, los estudiantes que participan del programa Work and Travel están requeridos de: 
- Registrar su información en el SEVIS antes de cumplir los 10 días desde su llegada a Estados Unidos Varía según cada organización encargada del sponsoring.
- Actualizar su información en SEVIS dentro del período inicial de 10 días, si cambian de dirección durante su estancia en los EE. UU. o si cambian su trabajo.
- Realizar el check-in cada 30 días para mantener el estado activo en el programa.

## Beca del Fondo de Embajadores para Viajes de Trabajo de Verano
El Departamento de Estado de los Estados Unidos tiene como una iniciativa de diplomacia pública la Beca del Fondo de Embajadores para Viajes de Trabajo de Verano  Este programa es distinto del más amplio programa Work and Travel de BridgeUSA, y se encarga de brindar apoyo financiero a estudiantes universitarios de países seleccionados. Sus objetivos principales son mejorar el intercambio cultural, promover el entendimiento mutuo y fomentar habilidades como la construcción de comunidades, la alfabetización mediática y la comunicación intercultural entre estudiantes extranjeros y ciudadanos americanos.
Los becados participan en una experiencia de cuatro meses en Estados Unidos durante sus vacaciones de verano, donde trabajan en puestos temporales de principiante, en ambientes de alta interacción. Esto les permite adquirir experiencia profesional, mejorar su manejo del idioma inglés, y tener una experiencia inmersiva en la cultura americana mientras que transmiten su herencia cultural con comunidades locales y compañeros internacionales. La beca cubre diversos costos del programa, incluyendo el seguro médico, las tasas de visado y pasajes aéreos de ida y vuelta. Está limitada a estudiantes de educación superior con un nivel de inglés suficiente que hayan completado al menos un semestre de estudios superiores en una institución acreditada fuera de los Estados Unidos.

## Agencias
Para participar del programa Work and Travel durante sus vacaciones, los estudiantes deben presentar su solicitud a través de una agencia local. Las agencias se encargan de: 
- Organizar colocaciones laborales con una organización anfitriona (sponsor) de EE. UU.
- Brindar asesoramiento para solicitudes de visa estadounidense y proceso de entrevista J-1
- Organizar previamente el alojamiento antes de la llegada del participante a EE. UU.
- Ayudar con la documentación, como el registro en SEVIS y el pago de tarifas de visa.
- Estar disponible 24/7 para brindar soporte al estudiante

Agencias destacadas a nivel mundial
- En Malasia, entre las agencias de Work and Travel de reputación se incluyen Infinity Abroad, Out of the Box, Wunderbar Adventura y *Speedwing. (*También opera en Singapur )
- Basada en Sudamérica, Universal Student Exchange (USE) es una agencia con oficinas en Perú, Argentina, Chile y representantes en Brasil, Costa Rica, Paraguay, España y Rumania.

## Requisitos para lossponsorsdel programa
Las organizaciones anfitrionas (sponsors) del Programa Work and Travel deben proporcionarle a los participantes en países que no tienen exención de visa, un empleo previamente acordado y verificado. Deben garantizar otorgar información completa previa a la partida de los participantes ("pre-departure information"), incluyendo las pautas del programa, los contactos de emergencia y las obligaciones para las actualizaciones laborales y de residencia. Para los participantes pertenecientes a países del Programa de Exención de Visa que no cuentan con trabajos preestablecidos, los sponsors deben verificar que tengan recursos financieros suficientes, brindar orientación en la búsqueda de empleo y ofrecer un directorio de empleos. Los sponsors también son responsables de ayudar a los participantes que no pueden conseguir empleo, garantizar el cumplimiento de las leyes salariales federales y estatales y mantener un contacto regular para abordar cualquier inquietud sobre salud, seguridad o bienestar.